# Козара (футбольний клуб)
«Козара» (босн. «Fudbalski klub Kozara Gradiška») — професіональний футбольний клуб з міста Градишка, Боснія і Герцеговина. Заснований 1 червня 1945 року. Домашні матчі проводить на арені «Градскі стадіон», яка вміщує 6 000 глядачів.

## Досягнення
- Чемпіон Першої ліги Федерації Боснії і Герцеговини:

2010—2011
- Володар кубка Республіки Сербської:

1993–1994, 1999–2000, 2000–2001